# Bikarijica
Bikarijica je nenaseljeni otok u  Kornatskom otočju.
Njegova površina iznosi 0,025 km². Dužina obalne crte iznosi 0,58 km.

## Vanjske poveznice
|  | Zajednički poslužitelj ima još gradiva o temi Bikarijica |